# Лютка зеленоватая
Лютка зеленоватая, или лютка красивая (лат. Lestes virens) — вид стрекоз рода Lestes из семейства Лютки (Lestidae). Палеарктика: Европа и Азия, Северная Африка. Включён в Международную Красную книгу МСОП.

## Описание
Длина тела от 30 до 39 мм, размах крыльев до 32 мм. Тело зеленовато-бронзовое. Птеростигма одноцветная, короткая (равна примерно двум расположенным под ней ячейкам крыла). Стрекозы с тонким удлинённым телом, металлически блестящие. В покое держат крылья открытыми. Маска у личинок ложковидная. Летают с августа по октябрь. Личинки и взрослые стрекозы хищники. Связаны со стоячими и болотистыми водоёмами с густой водной растительностью и поясом тростников.

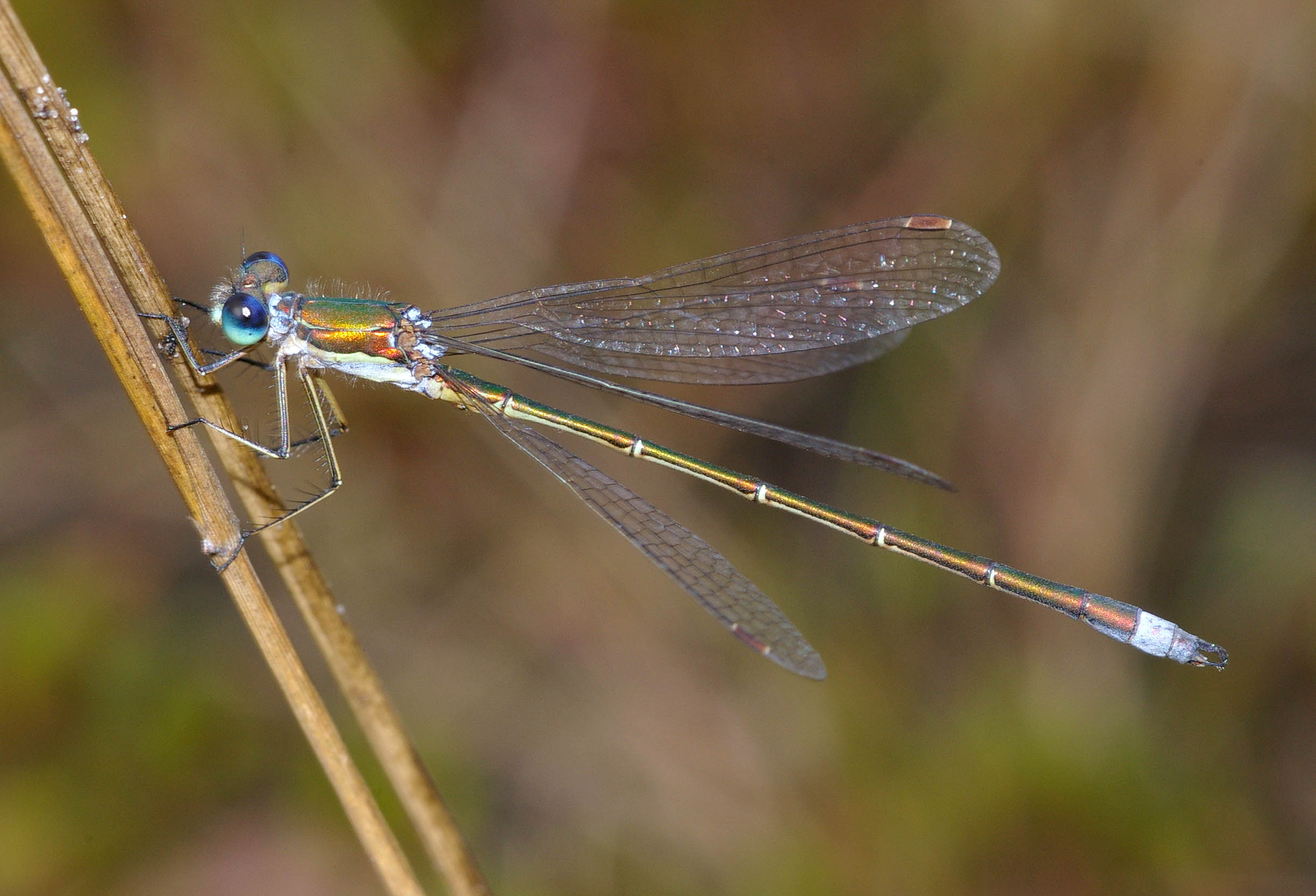
Самец Lestes virens
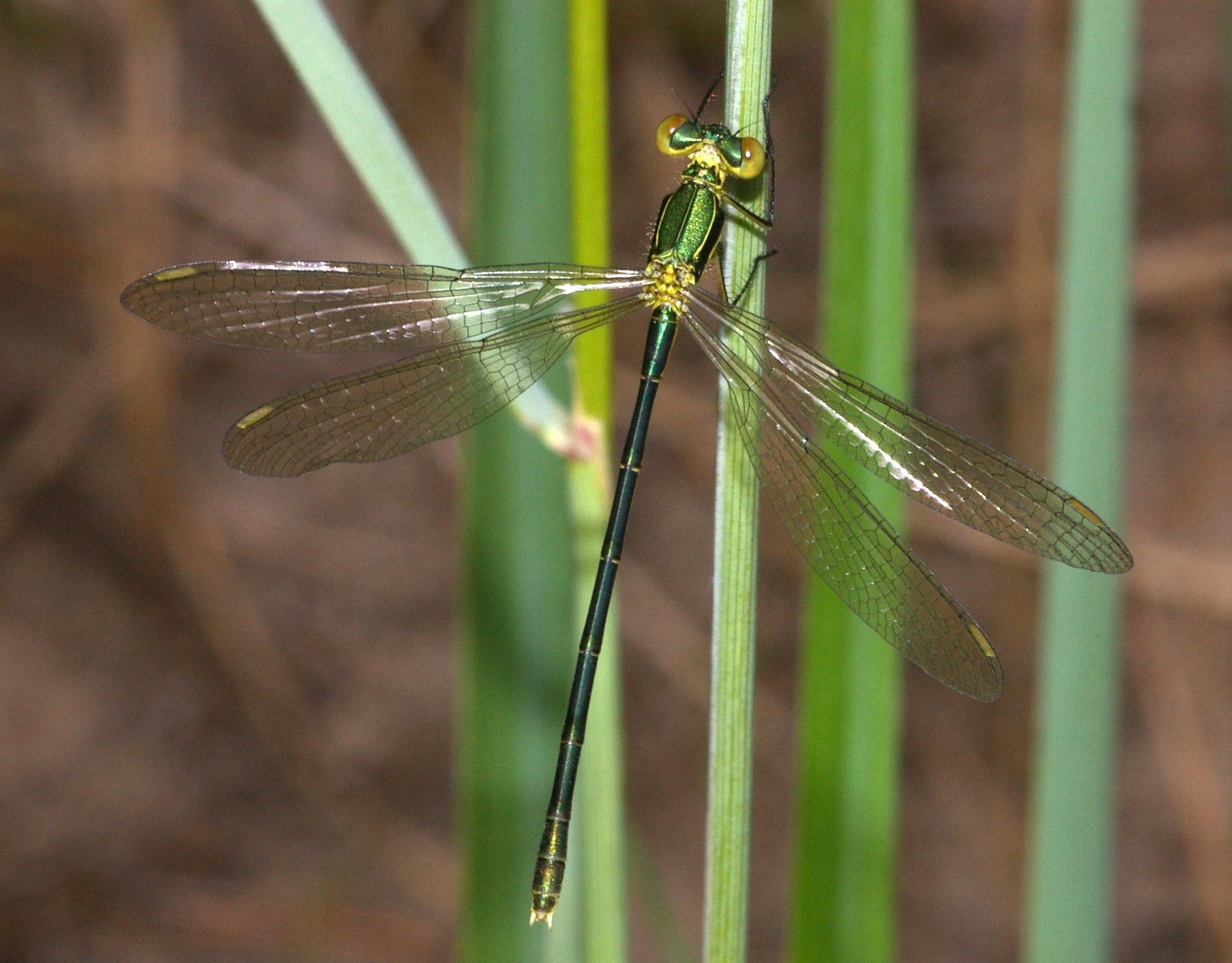
Самка
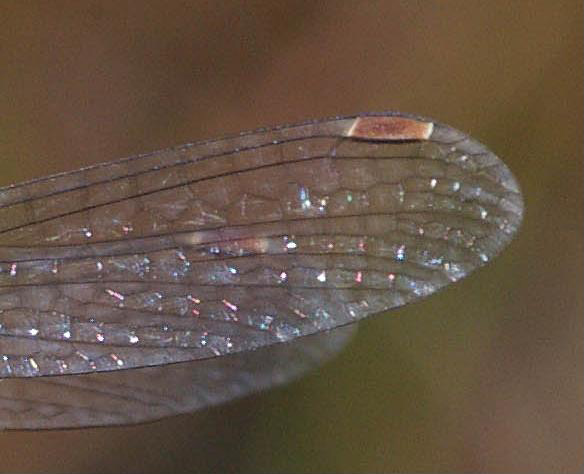
Крыло